# Ceratopsyche orientalis
Ceratopsyche orientalis är en nattsländeart som först beskrevs av Martynov 1934.  Ceratopsyche orientalis ingår i släktet Ceratopsyche och familjen ryssjenattsländor. Inga underarter finns listade i Catalogue of Life.